# Chronologie des civilisations pré-Incas
Voir aussi histoire du Pérou

## Côte
- Chavín : de 1200 à 200 av. J.-C. côte Nord
- Moche ou Mochica : de 100 à 700 ap. J.-C. côte Nord, dans la vallée du fleuve Moche
- Lambayeque : de 800 à 1600 ap. J.-C. côte Nord
- Chimú : de 1300 à 1440 ap. J.-C. côte nord
- Paracas : de 700 av. J.-C. - ap. J.-C. côte Sud
- Nazca : de 200 à 700 ap. J.-C. côte Sud
- Huari : de 800 à 1100 ap. J.-C.

## Montagne
- Huari : de 800 à 1100 ap. J.-C.
- Cajamarca : de 200 à 1300 ap. J.-C. montagne Nord
- Chanca : de 150 à 1440 ap. J.-C. montagne centrale
- Tiahuanaco : de 200 à 800 ap. J.-C. Lac Titicaca

## Jungle
- Chachapoyas : de 700 à 1500 ap. J.-C.